# Phylloscartes sylviolus
A Phylloscartes sylviolus a madarak (Aves) osztályának verébalakúak (Passeriformes) rendjébe és a királygébicsfélék (Tyrannidae) családjába tartozó faj.

## Rendszerezése
A fajt Jean Cabanis és Ferdinand Heine írták le 1857-ben, a Leptotriccus nembe Leptotriccus sylviolus néven.

## Előfordulása
Argentína, Brazília és Paraguay területén honos. Természetes élőhelyei a szubtrópusi vagy trópusi síkvidéki esőerdők.  Állandó, nem vonuló faj.

## Megjelenése
Testhossza 12 centiméter.

## Természetvédelmi helyzete
Az elterjedési területe még nagyon nagy, de gyorsan csökken, egyedszáma is csökken. A Természetvédelmi Világszövetség Vörös listáján mérsékelten fenyegetett fajként szerepel.